# 岸根正朋
岸根 正朋（きしね まさとも、1974年4月7日 - ）は近畿地方・東海地方でスポーツ中継を行っているフリーアナウンサー。奈良県出身。

## 実況番組
- 現在
  - 浜松オートレース 実況・進行
  - 山陽オートレース実況
  - 門別競馬 実況・進行
  - その他各種スポーツ中継（高校野球ほか）担当
- 過去
  - 名古屋競馬場・笠松競馬場・岸和田競輪場の場内実況
  - 岸和田競輪場のインターネット放送（岸和田BBスタジオ）司会
  - サンテレビジョンの競輪情報番組『まいど!火曜日はKEIRIN』（2005年4月 - 2006年3月）司会。
  - 松阪競輪、四日市競輪 進行